# Con đường bất tận (phim)
Con đường bất tận (tiếng Anh: The Longest Ride) là một bộ phim chính kịch lãng mạn của Mỹ 2015 do George Tillman, Jr. đạo diễn và Craig Bolotin viết kịch bản. Dựa trên tiểu thuyết cùng tên 2013 của Nicholas Sparks, phim có sự tham gia của Scott Eastwood, Britt Robertson, Jack Huston, Oona Chaplin, Alan Alda, Melissa Benoist, Lolita Davidovich, và Gloria Reuben. Phim được công chiếu ngày 10 tháng 4 năm 2015 bởi 20th Century Fox tại Hoa Kỳ và khởi chiếu ngày 24 tháng 4 năm 2015 tại Việt Nam.